# 대구 4차순환선
대구 4차순환선(大邱四次循環線, 대구광역시도 제10호선)은 대구광역시 달서구 상인동에서 수성구 범물동, 동구 도동, 북구 읍내동, 달서구 파호동을 거쳐 다시 달서구 상인동을 잇는 대구광역시의 중요한 간선도로이다. 2022년 3월 31일 대구외곽순환고속도로의 개통으로 순환선이 완성되었다.

## 대구광역시의 순환선
- 1차순환선: 달성네거리 ~(57호선 달성로)~ 신남네거리(청라언덕역) ~(40호선 달구벌대로)~ 삼덕네거리(경대병원역) ~(67호선 동덕로)~ 동인네거리 ~(54호선 태평로)
- 2차순환선: 원대오거리 ~(51호선 달서로)~ 반고개네거리 ~(38호선 명덕로)~ 수성시장네거리 ~(71호선 들안길)~ 청구네거리 ~(71호선 청구로)~ 공고네거리 ~(71호선 대현로)~ 경대후문삼거리 ~(13호선 연암로)~ 도청교 ~ 성북교네거리 ~(53호선 성북로)~ 북침산네거리
- 3차순환선: 노원네거리 ~(44호선 노원로·서대구로)~ 두류네거리(두류역) ~(44호선 두류공원로)~ 앞산네거리(현충로역) ~(28호선 중동로)~ 황금네거리 ~(28호선 황금로)~ 만촌네거리 ~(44호선 무열로·동북로)
- 4차순환선: 상인동-앞산터널-파동-범물1동-(범물로·범안로)-안심-(호국로)-도동IC-이시아폴리스-칠곡-지천-성서-(호림로·상화로)-월배

그 중 달비골~파동~범물1동 구간은 앞산터널 관통 여부 때문에 환경 단체로부터 크게 반발이 일었으나, 2007년에 착공하여 2013년에 완공했다. 범물1동주민센터 시내버스 종점(관계삼거리)에서 삼덕동 요금소 및 연호역을 거쳐 고모동 요금소, 율하역을 이어 주는 범안로(맥쿼리한국인프라투융자회사가 자산으로 보유) 구간과, 앞산터널은 유료 도로이다. 유료로 운영되었던 국우터널은 2012년 8월 1일 무료화되어 요금소가 철거되었다.

## 구간
| 개통 (2013년) | 개통 (2001년) | 개통 (2002년) | 개통 (2013년) | 개통 (2022년) | 개통 (1998년) | 개통 (2022년) | 개통 | 개통 (1998년) 입체화 (2027년 예정) |

## 교차점
- 앞산터널
- 용지 네거리(지범로)
- 관계 삼거리(청호로)
- (삼덕 요금소)
- 연호지하차도(범안 삼거리)
- 연호 고가차도(연호 네거리) - 달구벌대로, 국도 제25호선
- (고모 요금소)
- (경부선 철도)
- (범안대교)
- (중앙고속도로)
- 율하고가교(율하역 교차로) - 국도 제4호선
- 안심고가교
- 율암 나들목 - 혁신대로
- 율암 요금소
- 대구외곽순환고속도로
- 서변 나들목
- (국우터널)(호국로)
- 구 국우터널 요금소
- 국우 나들목(학정2교) - 구암로
- 학정1교
- 팔거교 - 국도 제5호선, 국도 제25호선
- 동명동호 분기점 - 대구외곽순환고속도로, 중앙고속도로
- 대구외곽순환고속도로
- 달서 나들목
- 유천 나들목 - 중부내륙고속도로지선[1]
- (교차로 명칭 미상) - 성천로, 월배로5길
- 유천네거리(상화로) - 국도 제5호선, 국도 제26호선
- 진천남네거리
- 상화네거리
- 월곡네거리 - 월곡로
- 달비골 - 앞산순환로

## 도로명
- 앞산터널로
- 범안로
- 대구외곽순환고속도로
- 호국로
- 달서대로
- 상화로

## 같이 보기
- 대구외곽순환고속도로